# Saint-Amand (Creuse)
Saint-Amand ist eine Gemeinde im Zentralmassiv in Frankreich. Sie gehört zur Region Nouvelle-Aquitaine, zum Département Creuse, zum Arrondissement Aubusson und zum Kanton Aubusson. Sie grenzt im Westen und im Norden an Saint-Maixant, im Nordosten an La Chaussade, im Südosten an Saint-Alpinien und im Südwesten an Aubusson.

## Bevölkerungsentwicklung

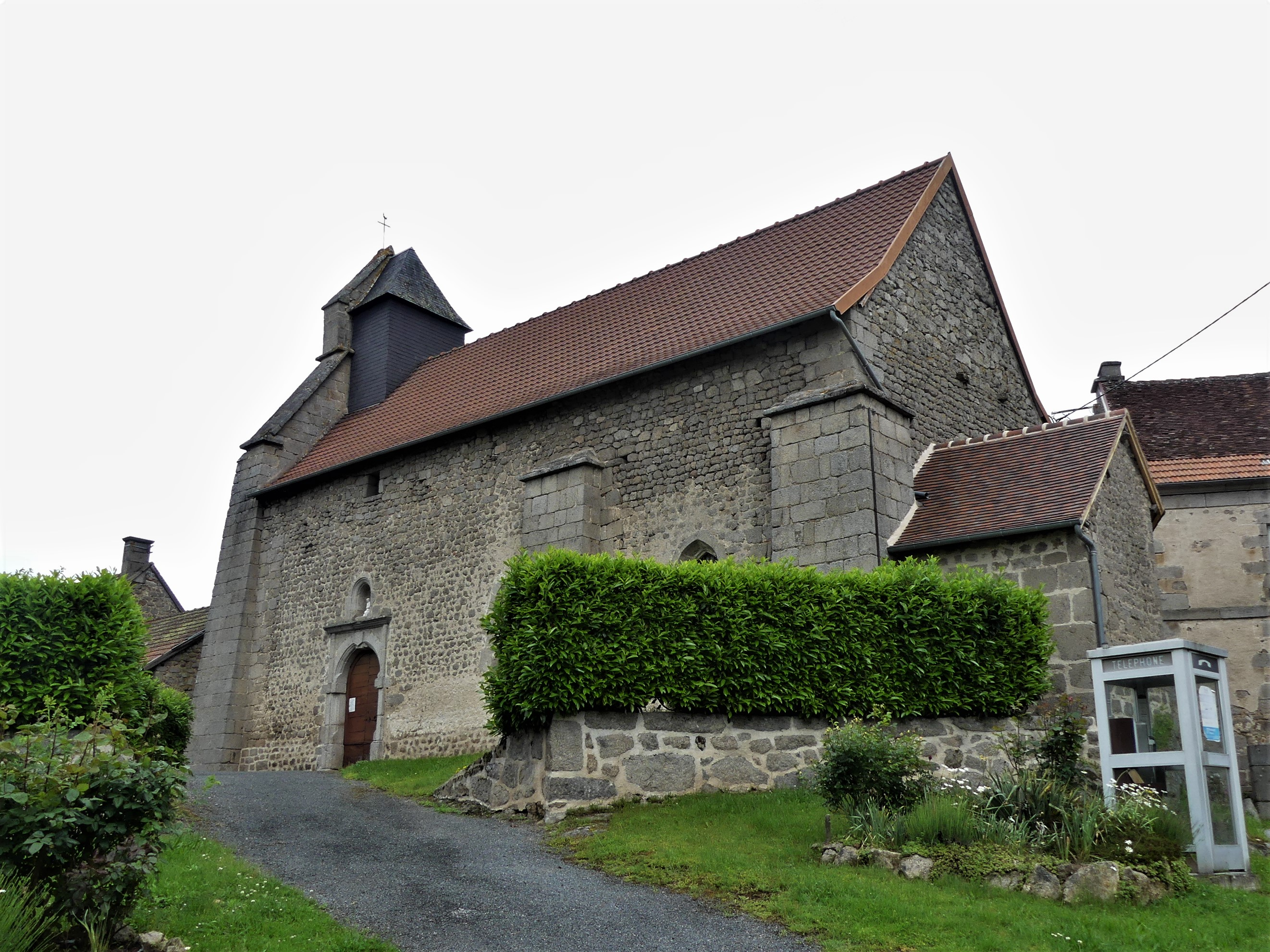
Kirche Saint-Amand

| Jahr      | 1962 | 1968 | 1975 | 1982 | 1990 | 1999 | 2006 | 2012 |
| --------- | ---- | ---- | ---- | ---- | ---- | ---- | ---- | ---- |
| Einwohner | 282  | 234  | 243  | 307  | 534  | 527  | 521  | 506  |